# Incertametra
Incertametra is een geslacht van wantsen uit de familie van de waterlopers (Hydrometridae). Het geslacht werd voor het eerst wetenschappelijk beschreven door Perez Goodwyn in 2002.

## Soorten
Het genus bevat de volgende soort:

- Incertametra santanensis Perez Goodwyn, 2002